# مطار تشيركاسي الدولي
مطار تشيركاسي الدولي (بالأوكرانية: Міжнародний аеропорт Черкаси) و (بالإنجليزية: Cherkasy International Airport)‏ (إياتا: CKC، إيكاو: UKKE) يقع على بعد 5.5 كم من مركز مدينة تشيركاسي في أوكرانيا

## معلومات عن المطار
يقع على الجهة الغربية من للمدينة. يتمتع المطار بوضع مطار دولي منذ عام 2009

## روابط خارجية
- حول مطار تشيركاسي الدولي